# بني بوقيطون تمرحلت (باب مرزوقة)
بني بوقيطون تمرحلت هي إحدى مشيخات المملكة المغربية، تتبع جغرافيا لإقليم تازة وإداريًا لباب مرزوقة. يقدر عدد سكانها بـ 3193 نسمة حسب الإحصاء الرسمي للسكان والسكنى لسنة 2004.